# Токсин Джоро
Токсин Джоро (Joro Spider Toxin, JSTX-3) — токсин нейротропної дії, знайдений в отруті павука Nephila clavata. Блокує глутамат-ергічну нервову передачу, квісквалат-чутливі глутаматні рецептори, та NMDA-рецептори в ЦНС ссавців. При цьому не впливає на збудження нейронів, генероване аспартатом, та тормозну (ГАМК-ергічну) нервову передачу. Використовується в нейрофізіологічних та нейрофармакологічних дослідженнях; зокрема, як неконкурентний антагоніст АМРА-рецептора.